# Polietileno lineal de baja densidad

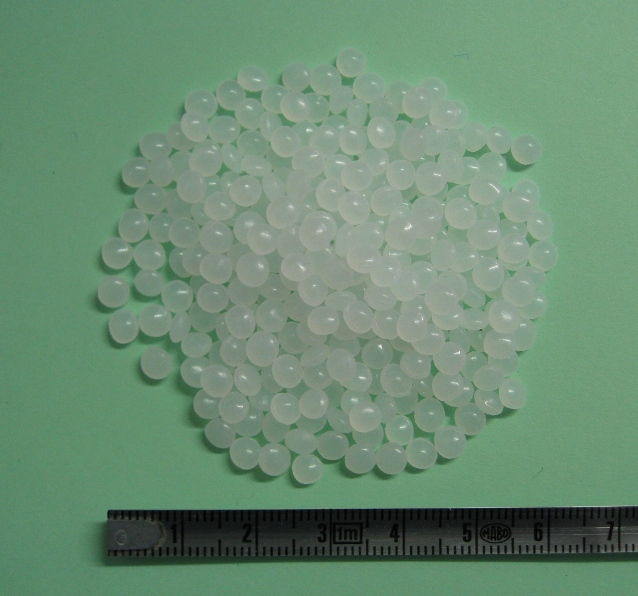
Gránulos de polietileno lineal de baja densidad (LLDPE).

El polietileno lineal de baja densidad (LLDPE) es un polímero sustancialmente lineal (polietileno), con un número significativo de ramificaciones cortas, comúnmente hecho por copolimerización de etileno con olefinas de cadena más larga. El polietileno lineal de baja densidad difiere estructuralmente del polietileno de baja densidad convencional (LDPE) debido a la ausencia de ramificación de cadena larga. La linealidad de LLDPE resulta de los diferentes procesos de fabricación de LLDPE y LDPE. En general, el LLDPE se produce a temperaturas y presiones más bajas mediante la copolimerización de etileno y alfa-olefinas superiores tales como buteno, hexeno u octeno. El proceso de copolimerización produce un polímero LLDPE que tiene una distribución de peso molecular más estrecha que el LDPE convencional y, en combinación con la estructura lineal, propiedades reológicas significativamente diferentes.

## Producción y propiedades
La producción de LLDPE se inicia con catalizadores de metales de transición, en particular los tipos de catalizador Ziegler o Philips. El proceso de polimerización real se puede realizar en fase de solución o en reactores de fase gaseosa. Por lo general, el octeno es el comonómero en fase de solución, mientras que el buteno y el hexeno se copolimerizan con etileno en un reactor de fase gaseosa. El LLDPE tiene una mayor resistencia a la tracción y una mayor resistencia a los impactos y a las perforaciones que el LDPE. Es muy flexible y se alarga bajo tensión. Se puede usar para hacer películas más delgadas, con mejor resistencia al cracking por estrés ambiental. Tiene buena resistencia a los productos químicos. Tiene buenas propiedades eléctricas. Sin embargo, no es tan fácil de procesar como el LDPE, tiene un menor brillo y un rango más estrecho para el sellado térmico.

## Procesamiento
El LDPE y el LLDPE tienen propiedades reológicas o de fluidez únicas. El LLDPE es menos sensible al cizallamiento debido a su distribución de peso molecular más estrecha y su ramificación de cadena más corta. Durante un proceso de corte, como la extrusión, el LLDPE sigue siendo más viscoso y, por lo tanto, más difícil de procesar que un LDPE con un índice de fusión equivalente. La menor sensibilidad al cizallamiento del LLDPE permite una relajación más rápida de la tensión de las cadenas de polímero durante la extrusión y, en consecuencia, las propiedades físicas son susceptibles a cambios en las proporciones de deformación. En la extensión de la fusión, el LLDPE tiene una viscosidad más baja en todas las velocidades de expansión. Esto significa que no se endurecerá por tensión como lo hace el LDPE cuando se alarga. A medida que aumenta la tasa de deformación del polietileno, el LDPE muestra un aumento espectacular de la viscosidad debido al enredo de la cadena. Este fenómeno no se observa con LLDPE debido a que la falta de ramificación de cadena larga en LLDPE permite que las cadenas se deslicen entre sí al alargarse sin enredarse. Esta característica es importante para las aplicaciones de películas porque las películas de LLDPE se pueden reducir fácilmente mientras mantienen una alta resistencia y tenacidad. El LLDPE se puede reciclar, como revestimientos de botes de basura, madera, ataduras de jardinería, baldosas, contenedores de compost y sobres de envío.

## Aplicación
El LLDPE ha penetrado en casi todos los mercados tradicionales de polietileno; se utiliza para bolsas y láminas de plástico (donde permite usar un espesor menor que el LDPE comparable), envolturas de plástico, envolturas elástica, bolsas, juguetes, cubiertas, tapas, tuberías, baldes y contenedores, revestimiento de cables, geomembranas, y principalmente tubería flexible. En 2013, el mercado mundial de LLDPE alcanzó un volumen de $40 mil millones.
El LLDPE fabricado con catalizadores de metaloceno se etiqueta como mLLDPE.